# Рахимов, Сердар Сейтмурадович
Сердар Сейтмурадович Рахимов (род. 3 марта 1951) — туркменский журналист, общественный и политический деятель, руководитель Коммунистической партии Туркменистана.

## Биография
Родился 3 марта 1951 года. В 1973 году окончил факультет журналистики МГУ.
Член КПСС с 1977 года. До июля 1990 года возглавлял Государственный Комитет Туркменской ССР по телевидению и радиовещанию. С июля 1990 года — секретарь по идеологии ЦК Компартии Туркменистана. С 6 января 1995 года — советник-посланник Посольства Туркменистана в Исламской Республике Пакистан.
По возвращении в Туркменистан активно участвовал в восстановлении Коммунистической партии Туркменистана. 
В декабре 2002 против Рахимова было выдвинуто обвинение в участии в покушении на президента С. Ниязова. По мнению официальных властей, Рахимову было поручено захватить государственное телевидение Туркменистана и выступить с обращением к нации. По мнению многих авторов, это покушение было спровоцировано с целью ликвидации оппозиции режиму. Рахимов был арестован и в 2003 году осуждён на 25 лет тюремного заключения. Ещё до суда Высший совет по науке и технике при президенте Туркменистана лишил Рахимова учёной степени кандидата исторических наук. Все его 16 родственников уволены с работы.
С требованием освобождения Рахимова выступили ряд коммунистических партий бывшего Советского Союза, а также инициативная группа журналистов-выпускников МГУ